# 堂上昌幸
堂上 昌幸（どうじょう まさゆき　本名・藤井 克行 1960年 - ）は、日本の婚礼・婚活ジャーナリスト、結婚前後の男女問題から新生活～家族問題等をテーマとした社会評論家。
山口県下関市出身。ドウジョウ・ブライダル・コミュニケーションズ主宰。NPO法人東上まちづくりフォーラム正会員。

## 人物・概要
福岡大学時代より著述業を目指し、徳間書店『SFアドベンチャー』誌が公募した『真幻魔大戦』シリーズの懸賞論文に応募。著者・平井和正の目にとまり、佳作となる。
その実績をもとに小学館『テレパル』を制作していた編集プロダクションに入社。テレビ局回りのサブデスクとして取材中に知り合ったNHK解説委員・伊達宗克の薦めで、婚活企業アルトマンに入社。同社の会員向け雑誌『月刊AJ』の編集部員となる。
同媒体は、伊達の日本大学時代のクラスメートである飯田美代子が編集長を務め、次第に婚活から結婚への誌面を増やしていき、やがて東京プロデュース婚礼センターと飯田が共同出資したAJ出版を設立。副編集長として主にホテル取材を担当する。
その後、『ウエディング・フォートゥー』の編集長を務めた後に退社。独立後は婚礼業界の雑誌である『週刊ホテルレストラン』や、『ブライダル業界就職ガイド』(以上オータパブリケイションズ)を中心に取材・執筆活動を続け、『The Professional Wedding』(ウエディングジョブ)、『月刊レジャー産業資料』(綜合ユニコム)、『ぐるなびウエディング』連載ブログ(ぐるなび)、『BIAコミュニケーション』(公益社団法人 日本ブライダル文化振興協会)などでジャーナリズム活動を行なっている。
また2010年以降は、婚礼業界のセミナー講師のほか、NPO活動として婚活・婚礼と地域活性化、他の産業とウエディング業界とのビジネスマッチングプロデューサーなどの活動に注力している。

## 著書

### 単行本
- 『ウエディング・プランナーという仕事― ブライダル業界のすべてがわかる』（オータパブリケイションズ、2002年）
- 『けっこんしき感動計画― ウエディングプランナ－奮闘記』（オータパブリケイションズ、2004年）
- 『よくわかるブライダル業界 業界の最新常識』（日本実業出版社）

## 企業本の出版プロデュース・監修等
- 『嘘を売らない　常識破壊のウェディング』（羽原俊秀／著、柴田書店、2009年）
- 『テーブルマナーの基本 日本・韓国・中国・インド・フランス』（日本ホテル教育センター編、プラザ出版、2009年）
- 『ノバレーゼ10周年社史　REASON』（ノバレーゼ、2010年）
- 『和食検定テキスト』（日本ホテル教育センター編、プラザ出版、2010年）
- 『ブライダル業界就職・転職ガイド2013』（オータパブリケイションズ、2011年）
- 『婚礼・ブライダル施設インダストリーデータ2012』(綜合ユニコム、2012年)

など